# (18172) 2000 QL7
(18172) 2000 QL7 – planetoida z grupy Amora, odkryta 25 sierpnia 2000 roku w ramach projektu LINEAR. Obiega Słońce w ciągu 3,77 lat w średniej odległości 2,42 au, przecinając orbitę Marsa (stąd klasyfikowana jako tzw. Mars-Crosser). Jasność absolutna planetoidy 15,6 mag wskazuje na obiekt o średnicy ok. 2 do 4,5 km. Planetoida należy więc do klasy obiektów NEA 1+ KM. Ze względu na położenie w przestrzeni minimalna odległość orbity planetoidy od orbity Ziemi wynosi 0,365 au – nie zbliża się do Ziemi na niebezpieczną odległość.
Okres obrotu planetoidy wokół osi, wyznaczony metodą fotometryczną przez Obserwatorium Astronomiczne w Lusówku, wynosi 2 h 22 min 39,5 s ± 2,5 s. Planetoida należy więc do grupy szybko obracających się planetoid (ang. fast-rotators).